# Onitlasi Moraes
Onitlasi Júnior de Moraes Rodrigues (Goianira, 3 ottobre 1997) è un calciatore brasiliano, difensore del Goiás.

## Caratteristiche tecniche
È un terzino sinistro.

## Palmarès

### Club

#### Competizioni statali
- Campionato Carioca: 1

Flamengo: 2017
- Campionato Goiano: 1

Atlético Goianiense: 2019

#### Competizioni nazionali
- Campeonato Brasileiro Série D: 1

Mirassol: 2020